# Pójdźka ziemna
Pójdźka ziemna, sowa ziemna, sówka ziemna (Athene cunicularia) – gatunek średniej wielkości ptaka z rodziny puszczykowatych (Strigidae). Zamieszkuje Amerykę Północną (południowo-zachodnie krańce Kanady, zachodnia połowa USA, Floryda, Meksyk, Ameryka Środkowa) i Południową poza basenem Amazonki. Nie jest zagrożony wyginięciem.

## Podgatunki i zasięg występowania
IOC wyróżnia 18 podgatunków A. cunicularia:
- A. c. hypugaea (Bonaparte, 1825) – południowo-zachodnia Kanada do zachodniego Meksyku
- A. c. rostrata (C.H. Townsend, 1890) – wyspa Clarión (na zachód od Meksyku)
- A. c. floridana (Ridgway, 1874) – środkowa i południowa Floryda (USA) oraz Bahamy
- A. c. amaura (Lawrence, 1878) – Antigua i Nevis (Małe Antyle); wymarł pod koniec XIX wieku[2]
- A. c. guadeloupensis (Ridgway, 1874) – Gwadelupa (północne Małe Antyle); wymarł pod koniec XIX wieku[2]
- A. c. guantanamensis (Garrido, 2001) – Kuba
- A. c. troglodytes (Wetmore & Swales, 1931) – wyspy Haiti, Gonâve i Beata
- A. c. brachyptera (Richmond, 1896) – zachodnio-środkowa i północno-środkowa Wenezuela, wyspy Margarita (u północnych wybrzeży Wenezueli) i Aruba (Antyle Holenderskie); proponowane podgatunki apurensis i arubensis uznane za jego synonimy
- A. c. minor (Cory, 1918) – środkowa i południowo-wschodnia Wenezuela, południowa Gujana i północna Brazylia
- A. c. carrikeri (Stone, 1922) – wschodnia Kolumbia
- A. c. tolimae (Stone, 1899) – zachodnia Kolumbia
- A. c. pichinchae (Boetticher, 1929) – zachodni Ekwador
- A. c. nanodes (Berlepsch & Stolzmann, 1892) – południowo-zachodni Ekwador do południowo-zachodniego Peru i północnego Chile; proponowane podgatunki intermedia i punensis uznane za jego synonimy
- A. c. juninensis (Berlepsch & Stolzmann, 1902) – południowo-środkowe Peru do zachodniej Boliwii i północno-zachodniej Argentyny
- A. c. boliviana (L. Kelso, 1939) – Boliwia
- A. c. grallaria (Temminck, 1822) – wschodnia i środkowa Brazylia
- A. c. cunicularia (Molina, 1782) – południowa Boliwia, Paragwaj i południowa Brazylia do Ziemi Ognistej
- A. c. partridgei Olrog, 1976 – prowincja Corrientes (północna Argentyna)

Populacje z Kanady i północnej części USA są wędrowne.

## Charakterystyka

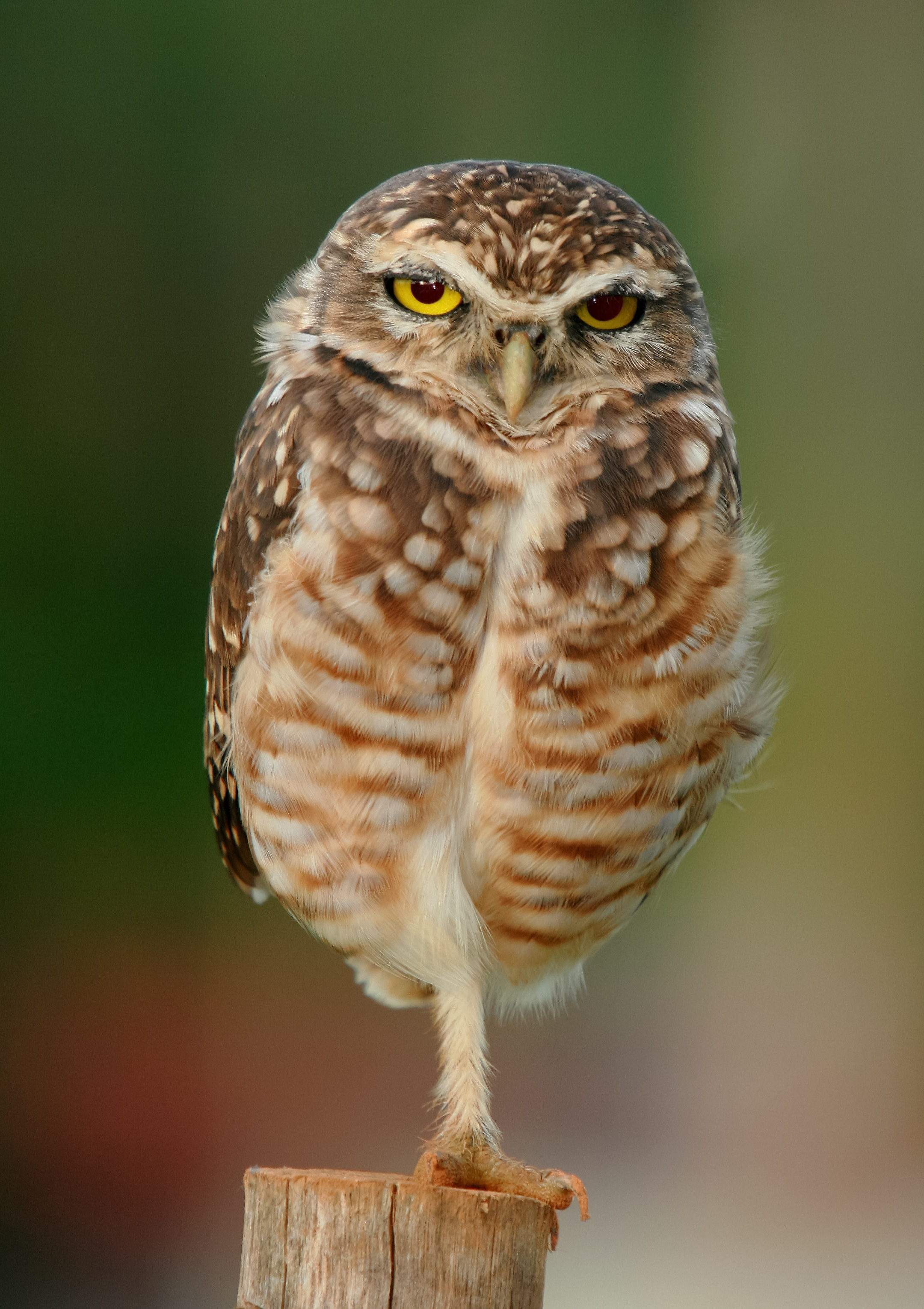
Pójdźka zaobserwowana niedaleko Goiânii, Goiás w Brazylii

Wygląd zewnętrznyNiewielka sowa z okrągłą głową bez „uszu” z piór. Tęczówka oka żółta, mała kremowobiała szlara. Upierzenie z wierzchu brązowe jasno nakrapiane, spód kremowy z ciemnymi plamkami które tworzą poprzeczne pasy. Samice zwykle mają nieco ciemniejszy odcień upierzenia. Skrzydła brązowe, gęsto nakrapiane. Długie, słabo opierzone nogi.
Rozmiarydł. ciała 19–28 cm 
 rozpiętość skrzydeł ok. 58–61 cm
Masa ciała147–240 g
GłosOdzywa się często, bardzo różnymi głosami. Podstawowy głos godowy samca to dwusylabowe „hu hu”. Zauważywszy drapieżnika, dorosłe ostrzegają chrapliwym terkotem, a młode grzechoczą podobnie jak grzechotniki.
ZachowanieProwadzi naziemny tryb życia. Często aktywna za dnia, najbardziej o zmierzchu i o świcie. Mało płochliwa, stosunkowo łatwa do zaobserwowania. Zaniepokojona kiwa się w górę i w dół. Często przesiaduje na słupkach ogrodzeniowych lub niewielkich pagórkach niedaleko swojej nory.
Długość życiaŻyje do 9–10 lat.

## Środowisko

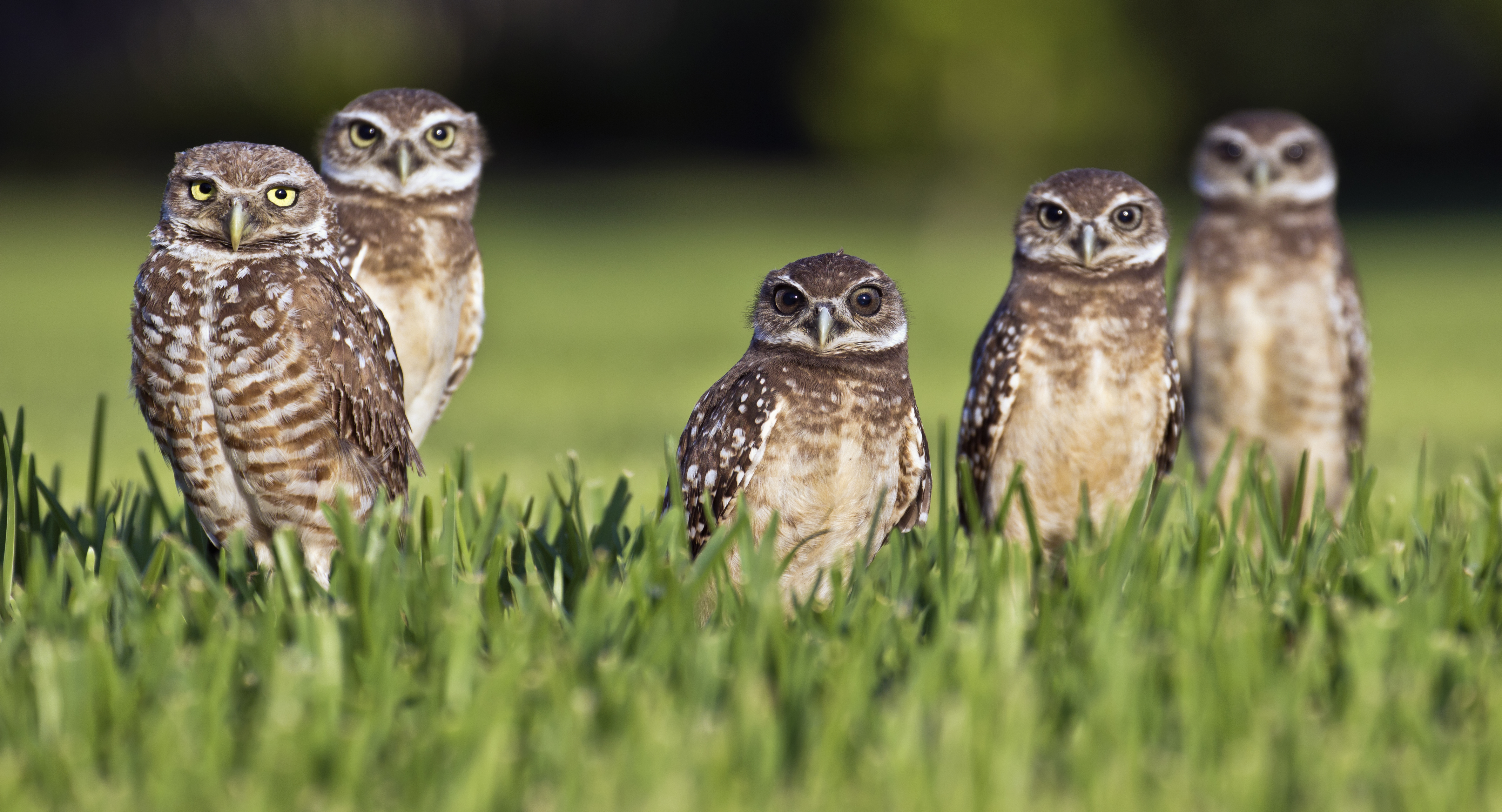
Sowy pójdźki w środowisku naturalnym

Otwarte tereny trawiaste i rolnicze: sawanna, preria, nieużytki.

## Pożywienie
Poluje na owady, ważnym elementem jej diety są szarańczowate i duże chrząszcze. Zjada także skorpiony, gryzonie, małe ptaki, gady i płazy.
Pójdźka ziemna ma kilka sposobów polowania: zbiera owady z ziemi; łapie duże owady w powietrzu; siada na niewysokim punkcie obserwacyjnym lub krąży w powietrzu i spada znienacka na upatrzoną zdobycz.
Odżywia się też, co jest niezwykłe dla sów, owocami i nasionami, zwłaszcza opuncji.

## Lęgi

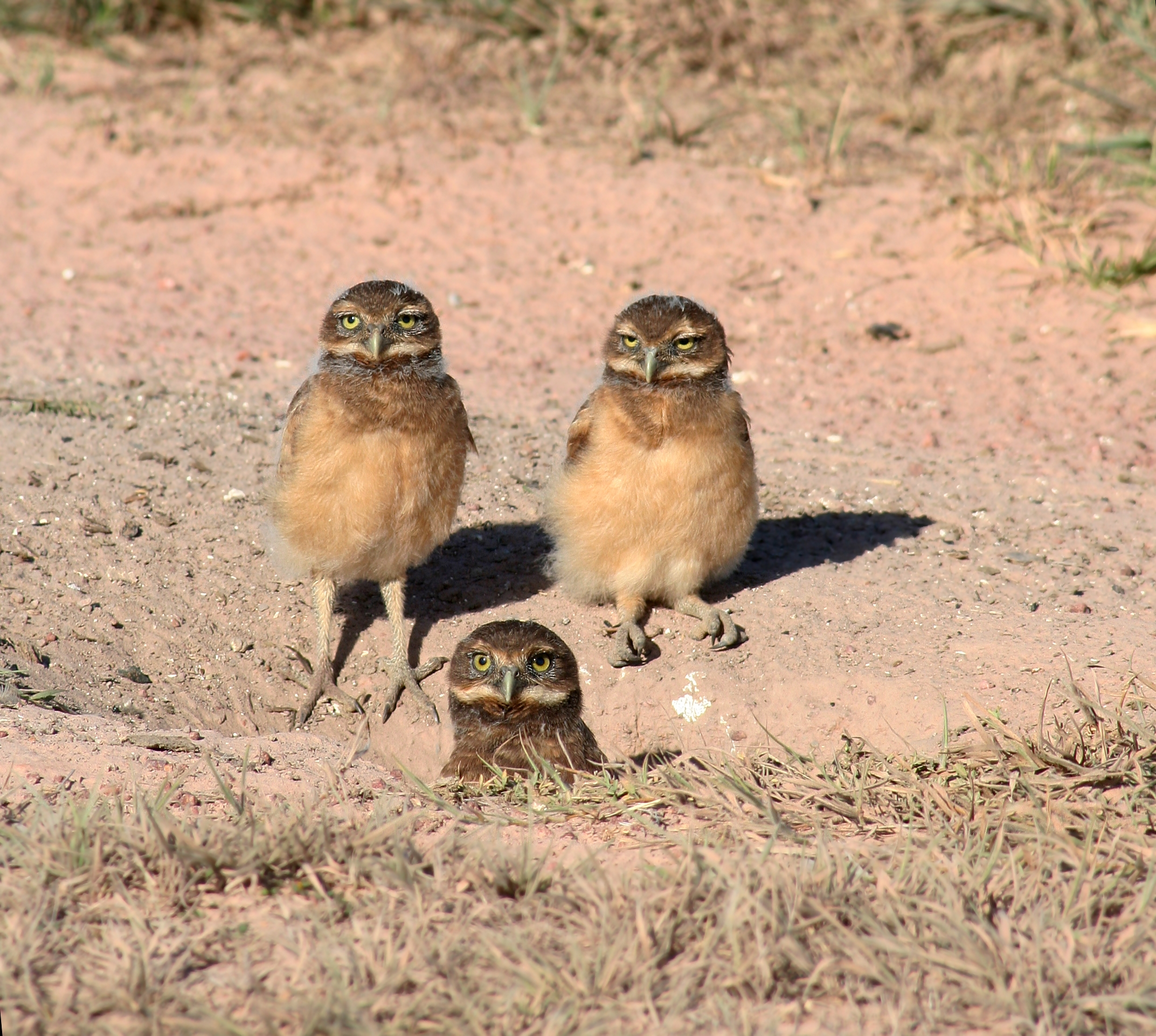
Młode pójdźki ziemne przed swoją norą

Wyprowadza jeden lęg w marcu-kwietniu. Sowy te są monogamiczne, ale zdarza się, że samiec ma dwie partnerki.
Zachowania godoweSamiec na ziemi wydaje różne pohukiwania. Odbywa loty godowe wznosząc się na wysokość ok. 30 m, krążąc przez 5–10 s i spadając na wysokość ok. 15 m. Ten rytuał może być powtarzany wiele razy.
GniazdoGniazdują w norach wykopanych głównie przez inne zwierzęta, ale w odpowiedniej glebie mogą także same sobie wykopać norę, używając dzioba i nóg. W Ameryce Północnej wykorzystują zwłaszcza nory piesków preriowych: po wytępieniu tych ostatnich w I poł. XX w. w Kalifornii zaobserwowano znaczny spadek liczebności pójdźki.  Kiedy brakuje nor, zakładają gniazda np. w rurach drenarskich. Wykorzystują też skrzynki lęgowe instalowane pod ziemią przez człowieka. Gniazdo jest często wykorzystywane rokrocznie przez tę samą parę. Wokół głównej nory znajduje się jedna lub więcej dodatkowych norek, używanych przez samce podczas okresu lęgowego albo przez młode krótko po opuszczeniu gniazda.
JajaSamica składa 6–9, czasem nawet 12 białych jaj, w odstępach jednodniowych.
WysiadywanieJaja są wysiadywane przez okres 28–30 dni wyłącznie przez samicę. Pożywienie przynosi jej samiec, który w ciągu dnia pilnuje gniazda.
PisklętaMłodymi w gnieździe opiekuje się samiec. Już w wieku 14 dni można zaobserwować, jak czekają u wejścia do nory na rodziców wracających z pożywieniem. Opuszczają one norę po około 44 dniach. W wieku 49–56 dni zaczynają polować na naziemne owady.

## Status
IUCN uznaje pójdźkę ziemną za gatunek najmniejszej troski (LC, Least Concern) nieprzerwanie od 1988 roku. Organizacja Partners in Flight w 2017 roku szacowała liczebność światowej populacji na około 2 miliony dorosłych osobników. Trend liczebności populacji uznawany jest za spadkowy.
Ich liczebność spada w największym stopniu w wyniku przekształcania środowiska naturalnego przez człowieka. Często giną pod kołami samochodów.
Naturalnymi wrogami tych sów są inne większe sowy, sokoły, borsuki, skunksy, fretki domowe, pancerniki, węże oraz domowe psy i koty.